# St. Antonius (Hüttingen an der Kyll)

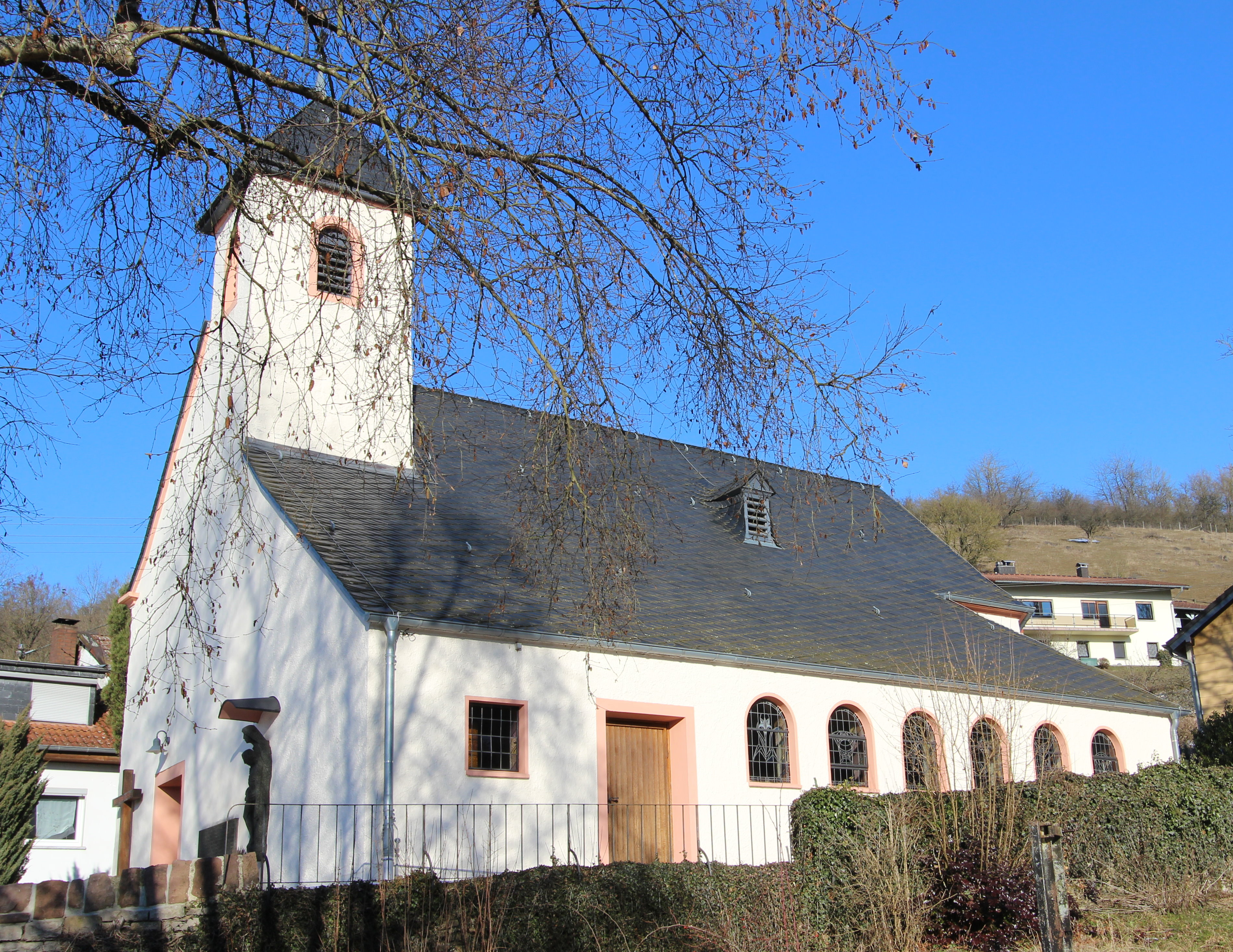
St. Antonius (Hüttingen an der Kyll)

Die Kirche St. Antonius ist die römisch-katholische Filialkirche von Hüttingen an der Kyll im Eifelkreis Bitburg-Prüm in Rheinland-Pfalz. Die Kirche gehört zur Pfarrei Metterich in der Pfarreiengemeinschaft Speicher im Dekanat Bitburg im Bistum Trier.

## Geschichte

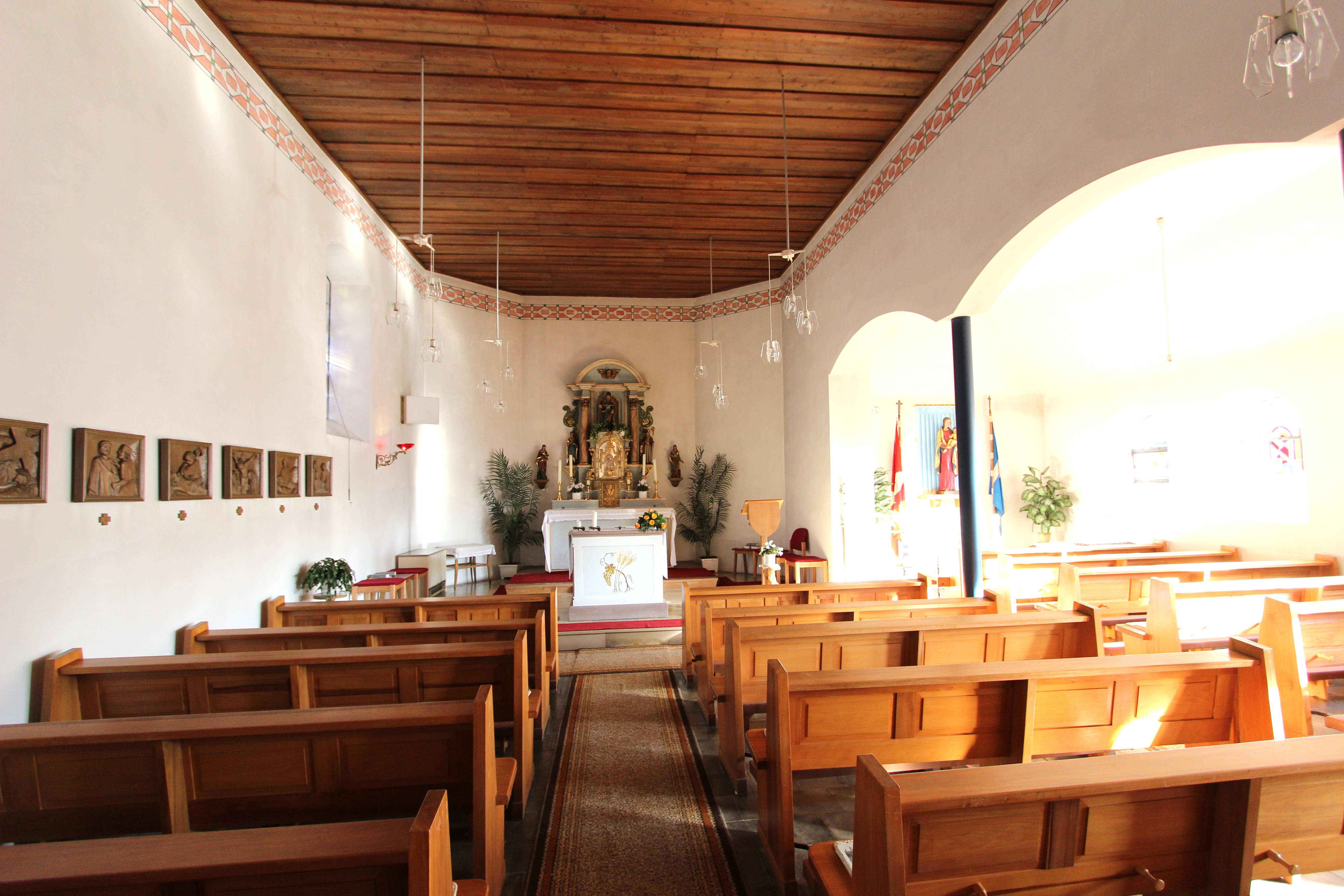
St. Antonius (Hüttingen an der Kyll)

Seit 844 ist in Hüttingen an der Kyll eine Kirche bezeugt. Auf den Resten einer spätmittelalterlichen Kirche wurde 1777 ein barockes Kirchenschiff mit Westturm errichtet. Von 1956 bis 1960 fügte der Bitburger Architekt Hans Geimer ein südliches Seitenschiff an, wodurch die Kirche ihre charakteristische asymmetrische Anlage erhielt. Der Turm ist so integriert, dass er einem großen Dachreiter ähnelt. Von 1991 bis 1992 wurde die Kirche restauriert. Kirchenpatron ist Antonius der Große.

## Ausstattung
Der Saalbau mit flacher Holzdecke und Empore wird von Norden mit zwei großen und von Süden mit sechs kleineren Fenstern erhellt. Die Glasmalereien der Nordfenster zeigen den Apostel Matthias und den Apostel Petrus in Lebensgröße. Aus dem 18. Jahrhundert sind ein kleiner barocker Säulenaltar mit jüngerem Rokoko-Drehtabernakel sowie Figuren des Kirchenpatrons und des heiligen Nikolaus von Myra erhalten.